# Secretum (Museu Britânico)

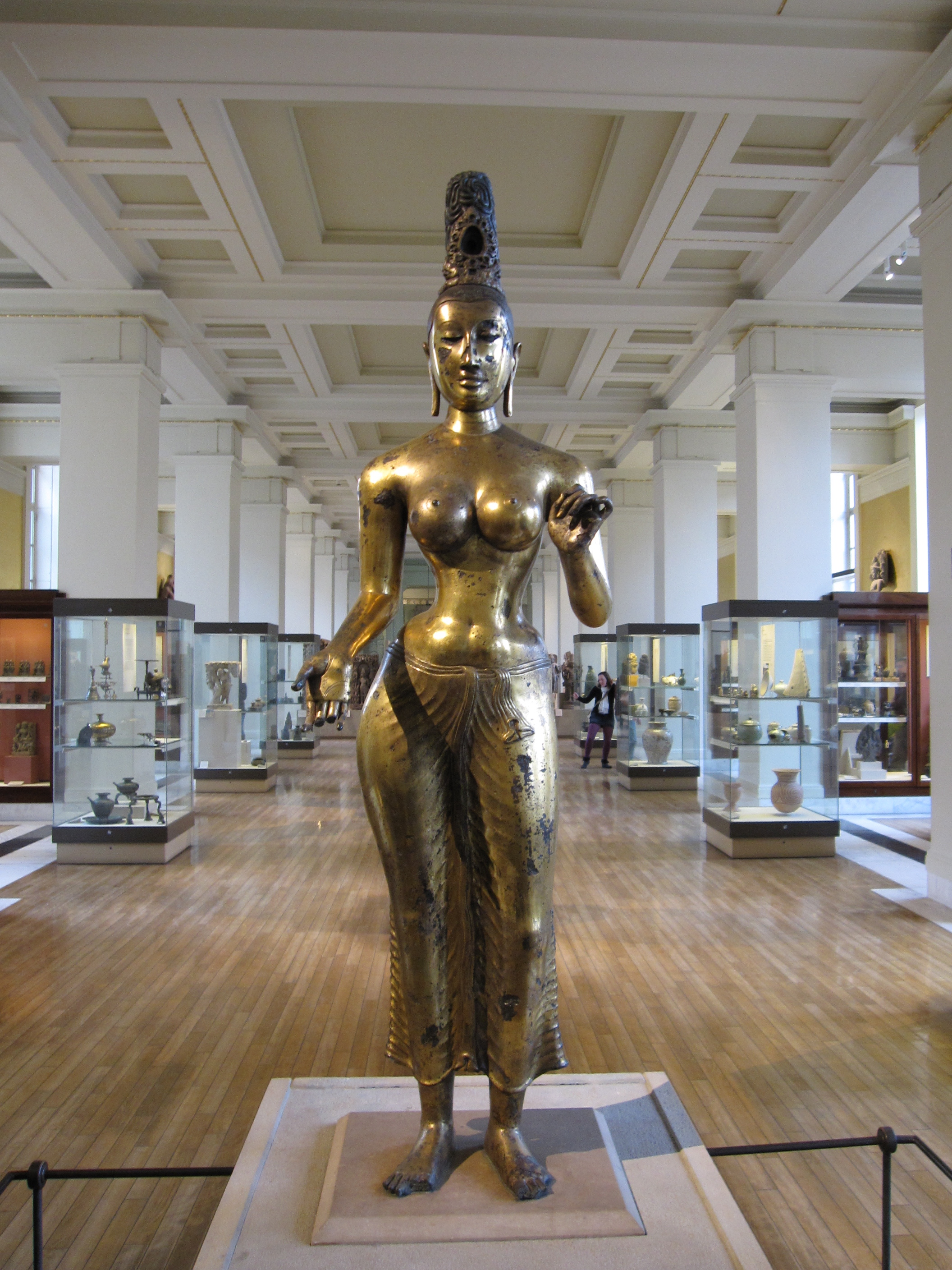
A Estátua de Tara, em exposição pública em 2009

O Secretum ou museu secreto foi uma seção do Museu Britânico criada oficialmente em 1865 para alojar todos os itens históricos considerados para serem obscenos.

## História
Muitos itens considerados obscenos foram mantidos em segredo já em 1830. Um dos primeiros artefatos foi a Estátua de Tara que ficou escondida por trinta anos desde a década de 1830. O Secretum foi criado oficialmente em 1865 para armazenar todos os itens históricos considerados obscenos. É dito para ter sido formalmente criado em resposta aos requisitos da Obscene Publications Acts de 1857.
A partir da década de 1960, os artefatos foram retirados dessa coleção especial e incorporados às seções pertinentes nas salas abertas ao público, o livro Recriações com as Musas, agora localizado na Galeria do Iluminismo é um exemplo disso. Hoje em dia apenas alguns itens permanecem sob chave no Armário 55 e 54 no Departamento de Antiguidades Medievais e Posteriores. Entre muitos outros itens, continha anteriormente a coleção de artigos eróticos antigos dada ao museu por George Witt (1804–1869), médico e colecionador de antiguidades fálicas. Inacessível ao público, era um repositório de exposições de natureza erótica.
Um exemplo mais recente de conteúdo problemático é a Taça Warren que apresenta cenas de atos homossexuais. A taça foi oferecida para o Museu Britânico, mas por causa do assunto foi considerado muito controverso para comprar. A taça acabou sendo comprada por um preço muito mais alto e agora é um dos artefatos importantes do museu.